# کاتارینا تار
کاتارینا تار (انگلیسی: Katarina Tarr؛ زادهٔ ۱۰ آوریل ۱۹۸۷) بازیکن فوتبال اهل ایالات متحده آمریکا است.
از باشگاه‌هایی که در آن بازی کرده‌است می‌توان به باشگاه فوتبال اس‌جی‌اس اسن، وسترن نیویورک فلش، و باشگاه فوتبال پورتلند تورنز اشاره کرد.